# Sincero (nome)
Sincero  è un nome proprio di persona italiano maschile.

## Varianti
- Femminili: Sincera[1][3]

### Varianti in altre lingue
- Inglese: Sincere[4]
- Latino: Sincerus[1]

## Origine e diffusione
Di significato immediato, deriva dal latino, Sincerus, letteralmente "onesto", "sincero". Il termine latino originario sincerus (che, prima che "schietto", voleva dire "puro", intero", "non contaminato") ha un'etimologia oscura: è probabile che la radice sia da ricercare in un lemma protoindoeuropeo *sm-ke-ro- ("non ibrido", "non mischiato", "di un'unica crescita", "tutto d'un pezzo") oppure in un ipotetico aggettivo latino non pervenutoci, *caerus, correlato a una radice protoindoeuropea col significato di "integro", "intero". Le versioni che lo vorrebbero derivato dal latino sin cerae, "senza cera", sono paretimologie prive di fondamento.
Questo nome era usato già anticamente, nelle prime comunità cristiane. Nell'Italia moderna è raro, attestato principalmente in Emilia-Romagna e in provincia di Pesaro e per il resto sparso nel Centro-Nord. In inglese è usato dal XVII secolo.

## Onomastico
Il nome è adespota poiché non gli corrisponde alcun santo. L'onomastico può essere festeggiato il 1º novembre per la festa di Ognissanti.

## Il nome nelle arti
- Sincero è lo pseudonimo adottato da Jacopo Sannazzaro per narrare la sua infelice storia d'amore nel poema Arcadia[2][3].